# Новый регион (телекомпания)
«Новый Регион» — российский телеканал, вещающий в Ижевске, большую часть эфирного времени занимает ретрансляция программ телеканала «ТНТ», осуществляемая в рамках соглашения о сетевом партнёрстве. Создан в 1994 году.

## Собственные передачи
- Живу в Ижевске
- Ижевск: О. П.А.
- По магазинам
- Ижевск изнутри
- Символ успеха
- Свежий воздух
- Танцы для всех
- Свободный формат

## История телекомпании
- Февраль 1994 года. Телекомпания «Новый Регион» начал эфирное вещание.
- Январь 1995 года. Телеканал выпускает серию первых в республике профессиональных видеоклипов, с прокатом на «ОРТ» и «РТР».
- Март 1996 года. «Новый Регион» становится членом «Национальной ассоциации телевещателей (НАТ)».
- Май 1997 года. На Первом фестивале независимых телерадиокомпаний Урала ТК «Новый Регион» выигрывает главные призы в пяти основных номинациях.
- Апрель 1999 года. Начинает работу Аналитический центр «PRO-Движение». В течение нескольких лет этот бренд был своеобразной маркой качества работы телеканала — одноименной еженедельной аналитической программы, проводимых избирательных и PR-кампаний.
- Июнь 2001 года. «Новый Регион» блестяще проводит празднование Дня города на центральной праздничной площадке Ижевска. Впервые ижевчане смотрят прямую телетрансляцию на центральной площади города и встречают салют под музыку Г. Свиридова. Как результат — благодарственное письмо от мэра Ижевска и еще больший рост авторитета телекомпании.
- Декабрь 2001 года. Впервые в республике реализована идея массового телевидения: прямой эфир выходит на городские улицы, а также на большой экран в центре города.
- Май 2002 года. Выигран конкурс на 41 ТВК. Канал расширяет свои вещательные возможности и с уверенностью смотрит в будущее. До этого вещал на 12 ТВК совместно с «Россия-К» (Культура).
- Сентябрь 2002 года. Запущен в эфир вечерний интерактивный канал «Поговорим о главном», реализована новая концепция вечернего вещания телекомпании.
- Май 2003 года. Начато полноценное вещание на 41 ТВК вместе с новым сетевым партнером — телеканалом «ТВС-Москва»
- Июль 2003 года. Начато содружество с федеральным каналом «Спорт».

В 2008 году канал стал сетевым партнером ТНТ, в 2009 году была запущена новостная программа «Живу в Ижевске», которая в 2017 году получила «ТЭФИ-Регион» в номинации «Информационная программа для городов с численностью до миллиона человек».
Выручка ООО «НР» (на которое зарегистрирована телекомпания) в 2017 году составила 16,2 млн руб., чистая прибыль — 323 тыс. руб. Продающее рекламу телеканала ООО «РА "Новый регион"» в том же году показало выручку 42,4 млн руб., чистую прибыль — 3 млн руб.
30 апреля 2019 года вышел последний выпуск новостной программы «Живу в Ижевске», в которой журналисты попрощались со зрителями. Вещание ТНТ на частоте телеканала продолжилось.
Причиной закрытия указывалось запуск цифрового эфирного вещания (15 апреля в Удмуртии было отключено аналоговое вещание большинства телеканалов) и централизация продажи рекламы в регионах. Также закрытие связывают со смертью Татьяны Быстрых - собственника ООО «НР», на которое оформлена лицензия на вещание, - в связи с ее смертью в октябре 2018 года было открыто наследное дело, и решение было принято новым собственником, имя которого не сообщалось доверительным управляющим.
После закрытия телеканала «Новый регион» в Ижевске продолжают вещание две местные телекомпании: ТРК «Удмуртия» в аналоге и имеет круглосуточный телеканал «Удмуртия» в кабельных сетях, а также СТС-Ижевск (ООО «ИНФО»).

## Сетевые партнёры
На 12 ТВК:
- Петербург — Пятый канал (01.04.1995-31.10.1997)
- Культура (с 01.11.1997)
- Euronews (02.10.2001-03.09.2017)

На 41 ТВК:
- ТВС (09.09.2002-21.06.2003)
- Спорт (22.06.2003-31.05.2008)
- ТНТ (с 01.06.2008)